# 陳理 (景泰舉人)
陳理（15世紀—16世紀），字信之，廣東廣州府南海縣人，明朝政治人物。

## 生平
陳理是景泰七年（1456年）丙子科廣東鄉試舉人，授全州同知，在郊外課農向人民問及疾苦，人們說：「稻麥成熟，只有老虎為患。」他嘆息：「昔日孔子經過泰山，看到有人多次被老虎傷害而哭泣，問對方何以不離去，那人回答：『這裡無苛政。』現在人民苦於虎患而不離去，這未知我為政如何，但如虎患不除，人們出作入息可以怎辦？」立刻下令：「六鄉的人民能捕虎一隻，賞銀伍兩。」人民喜愛獎賞，爭相設計捕虎，一個月內捕獲十二隻老虎，悉數剷除，禍患因此消滅，人們歌頌：「山有於菟，使君搏之，野有禾黍，庶民穫之，出入無虞，民用樂之。」

## 引用
1. 1 2  嘉慶《全州志·卷八·人物上》：陳理，字仲倫，廣東羊城人，成化間為全州佐，課農於郊因進父老詢及民瘼，對曰：「田禾告稔，獨虎為患。」陳喟然曰：「昔孔子過泰山，聞累傷於虎而哭者，問何以不去，答曰：『無苛政。』今民苦於虎而不去，此未知吾政何如，而虎患不除，則出作入息如民何？」即下令曰：「六鄉之民有能捕虎一者賞銀伍兩。」民喜賞，爭設機檻計捕之，彌月生致虎十有二悉殲之，患遂除，當時民歌曰：「山有於菟，使君搏之，野有禾黍，庶民穫之，出入無虞，民用樂之。」 參《粵西叢載》
2. ↑  同治《南海縣志·卷二十·選舉表一》：景泰朝……陳理 同知……以上俱丙子科（舉人）